# Ayuntamiento de Maguncia

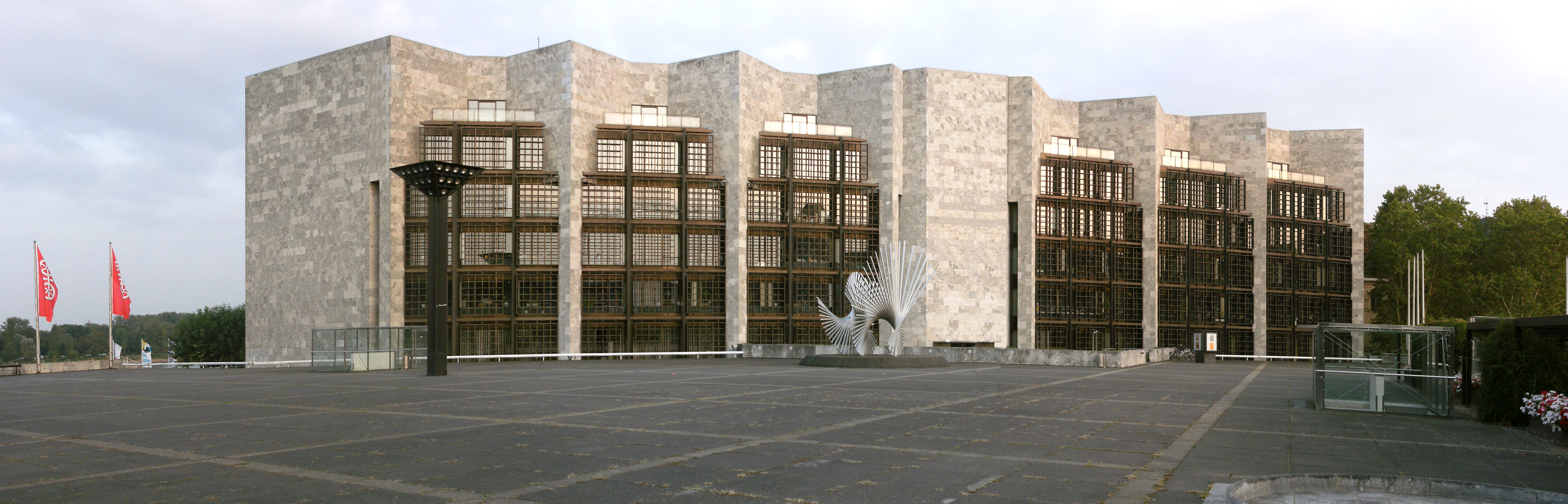
Ayuntamiento con la plaza de Jockel Fuchs y la escultura Lebenskraft [fuerza vital] del escultor español Andreu Alfaro

El Ayuntamiento de Maguncia (del alemán: Mainzer Rathaus) es un edificio situado en la plaza de Jockel Fuchs de Maguncia, capital del Estado federado alemán de Renania-Palatinado. Aloja la corporación municipal incluyendo las oficinas del alcalde y parte de la administración desde 1974. Anteriormente no había habido un ayuntamiento desde 1462, ya que la ciudad se gobernaba desde el arzobispado.

## El edificio
La construcción se extendió desde 1970 hasta 1973. El arquitecto y diseñador danés Arne Jacobsen lo diseñó en colaboración con Hans Dissing y Otto Weitling por orden de la ciudad de Maguncia en estilo moderno.
Las salas de conferencias del ayuntamiento están nombradas con ciudades hermanadas con Maguncia. Las sillas también fueron diseñadas por Arne Jacobsen y son, al igual que el edificio del Ayuntamiento, patrimonio protegido. Las sillas, las 460 pertenecen a la «serie Jacobsen 7», fueron diseñadas en la década de 1950. El modelo 3107 es sin reposabrazos y el modelo 3207 con. Ambos tipos están cubiertos de cuero marrón. El ayuntamiento y su interior solo se pueden reformar con la aprobación de un estudio de arquitectura que representa los derechos de las obras de Arne Jacobsen.